# Resolução 39 do Conselho de Segurança das Nações Unidas
Resolução 39 do Conselho de Segurança das Nações Unidas, aprovada em 20 de janeiro de 1948, ofereceu-se para ajudar na solução pacífica do conflito na Caxemira através da criação de uma comissão de três membros, um a ser escolhido pela Índia, a ser escolhido pelo Paquistão e o terceiro a ser escolhido pelos outros dois membros da comissão. A comissão escreveria uma carta conjunta aconselhando o Conselho qual curso de ação seria melhor para ajudar ainda mais a paz na região.
Foi aprovada com 9 votos, com duas abstenções da Ucrânia e a União Soviética.